# Evgueni Ivanov (espion)
Pour les articles homonymes, voir Ivanov.
Evgueni Ivanov (Евгений Иванов en russe) est un espion soviétique né le 11 janvier 1926 à Pskov et mort le 17 janvier 1994 à Moscou. Membre du GRU, il est attaché naval à l'ambassade de l'URSS à Londres au début des années 1960. Il est l'un des protagonistes de l'affaire Profumo.